# Telekom Serbia
Telekom Serbia (in serbo Телеком Србија, Telekom Srbija) è un'azienda pubblica serba di telecomunicazioni, con sede centrale a Belgrado. La compagnia fornisce servizi di telefonia fissa, telefonia mobile e Internet principalmente per la Serbia, ma anche per la Bosnia ed Erzegovina e il Montenegro.
Telekom Serbia è controllata per l'80% da Pošta Srbije (le poste serbe) e per il 20% da OTE (la compagnia di telecomunicazioni della Grecia).

## Servizi

### Telefonia mobile
La Mobile Telephony of Serbia (mt:s) è la suddivisione di Telekom Serbia, fondata nel 1998, che si occupa dei servizi di telefonia mobile. La compagnia offre una vasta gamma di offerte per clienti privati e business, compresa la tecnologia 3G, introdotta verso la fine del 2006.

### Telefonia fissa
Telekom Serbia è monopolista dei servizi di telefonia fissa in Serbia.

## Mercati esteri

### Bosnia Erzegovina
Recentemente Telekom Serbia ha acquistato il pacchetto di maggioranza di Telekom Srpske (già m:tel) (una delle compagnie telefoniche della Bosnia ed Erzegovina) per 646 milioni di euro dopo un'offerta pubblica di acquisto, che annoverava tra i concorrenti Telekom Austria (con un'offerta di 467 milioni di euro).

### Montenegro
Telekom Serbia opera in Montenegro a partire da luglio 2007, dopo che la compagnia ha acquisito le licenze per entrare nel mercato della telefonia montenegrina come terzo operatore attraverso un consorzio con la Ogalar B.V. (che ha speso per le licenze 16 milioni di euro). Il nuovo operatore si chiama MTEL ed è posseduto per il 51% delle quote azionarie da Telekom Serbia.

## L'affare Telekom Serbia
Con il nome giornalistico di Affare Telekom Serbia si intende la vicenda giudiziaria che riguarda l'acquisto di azioni dell'azienda telefonica Telekom Serbia da parte di Telecom Italia.